# Aleksejevka (Belgorod oblast)
 For alternative betydninger, se Aleksejevka (flertydig). (Se også artikler, som begynder med Aleksejevka)
Aleksejevka (russisk: Алексеевка; tr. Aleksejevka) er en by i Belgorod oblast i den europæiske del af Den Russiske Føderation.
Aleksejevka ligger ved floden Tikhaja Sosna, en biflod til floden Don. Byen blev grundlagt i 1685 . Den har et areal på 34 km2
og et indbyggertal på 36.578 (2021) indbyggere. Aleksejevka er hovedby i Aleksejevka rajon.